# A Question of Lust
 «A Question of Lust»  — другий сингл британської групи Depeche Mode з їх п'ятого студійного альбому Black Celebration і 16-й в дискографії групи. Вийшов 14 квітня 1986 на лейблі Mute Records.

## Подробиці
Це другий сингл групи (перший - «Somebody»), у пісні з якого Мартін Гор виконує основний вокал, і перший сингл, в якому пісня з основним вокалом Гора є заголовної. У США версія синглу 12" була випущена як подвійний сингл (з двома сторонами «А», друга - «A Question of Time»), подібно до «Blasphemous Rumours/Somebody».
Сторону «Б» займає «Christmas Island» - інструментальна композиція, що отримала свою назву на честь австралійського острова Різдва, розташованого в Індійському океані. Вона була написана спільно з Мартіном Гором і Аланом Уайлдером і спродюсована тільки самими учасниками Depeche Mode.
Відеокліп на «A Question of Lust» був знятий Клайвом Річардсон. Це була його остання робота з Depeche Mode.